# Paul Adam
Pour les articles homonymes, voir Adam (homonymie).

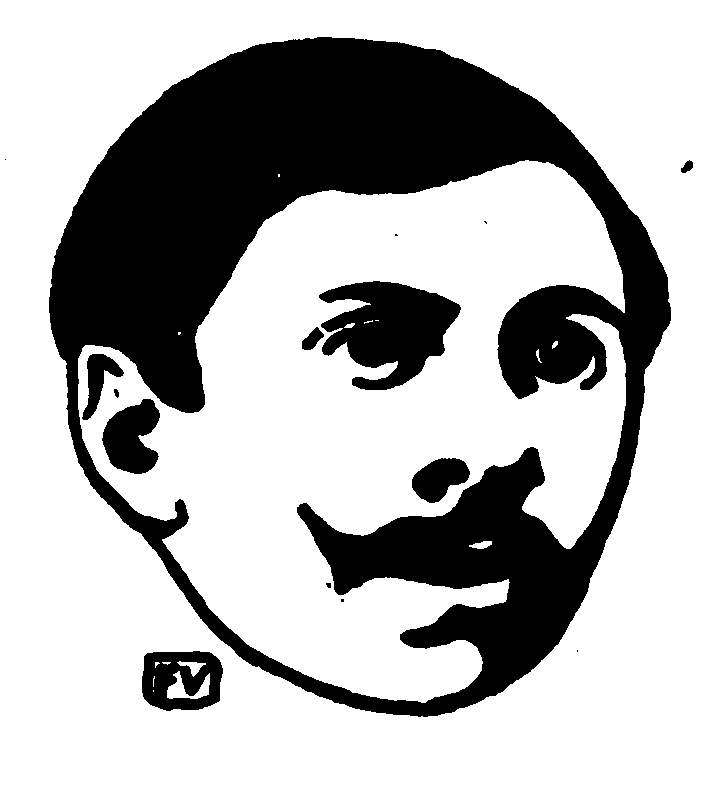
Portrait de Paul Adam
par Félix Vallotton
paru dans Le Livre des masques
de Remy de Gourmont (1896).

Paul Auguste Marie Adam, né le 7 décembre 1862 à Paris où il est mort le 1er janvier 1920, est un écrivain français et critique d'art.

## Biographie
Issu d'une famille d'industriels et de militaires originaires de l'Artois, fils d'un directeur des Postes sous le Second Empire, Paul Adam fait ses études secondaires au lycée Henri-IV à Paris avant de se lancer dans la carrière littéraire dès 1884.
Il collabore à La Revue indépendante avant de publier en Belgique son premier roman, Chair molle (1885), qui est accusé d'immoralité, provoque le scandale et vaut au jeune auteur une condamnation à quinze jours de prison avec sursis et une lourde amende.
Délaissant le naturalisme, Paul Adam se tourne vers le symbolisme. Il contribue à diverses revues liées à ce mouvement, anime Le Symboliste et La Vogue et fonde avec Paul Ajalbert Le Carcan. En 1886, il collabore avec Jean Moréas dans Le Thé chez Miranda et Les Demoiselles Goubert, une sorte de « roman expérimental », et publie un roman intimiste, Soi. Sa notoriété est établie avec le roman Être (1888). Cette même année, sous le pseudonyme de Jacques Plowert — nom d'un personnage des Demoiselles de Goubert —, il rédige avec Félix Fénéon un Petit glossaire pour servir à l’intelligence des auteurs décadents et symbolistes qui passe pour un modèle de la préciosité décadente.
En 1889, il se présente, à la députation à Nancy, aux côtés de Maurice Barrès, sous l'étiquette boulangiste et est battu. Mais plus tard il se désolidarise de Barrès en étant Dreyfusard.
En 1892, il prononce son célèbre Éloge de Ravachol :

« De tous les actes de Ravachol, il en est un plus symbolique peut-être de lui-même. En ouvrant la sépulture de cette vieille et en allant chercher à tâtons sur les mains gluantes du cadavre le bijou capable d'épargner la faim, pour des mois, à une famille de misérables, il démontra la honte d'une société qui pare somptueusement ses charognes, alors que, pour une année seule, 91 000 individus meurent d'inanition entre les frontières du riche pays de France, sans que nul y pense, hormis lui et nous. »

Paul Adam est aussi proche du milieu occultiste de la Belle Époque et son œuvre en est imprégnée. Ainsi, pour connaître le destin de ses personnages au fur et à mesure qu'ils venaient hanter son imagination, Paul Adam leur « tirait les cartes ». Il était en effet un excellent cartomancien. Voici un extrait de la lettre qu'il écrit à son ami Victor-Emile Michelet en juin 1919 :

« (…) Oui, le Tarot m'a, chaque jour, inspiré, suggéré beaucoup de mes essais. Je dois à l'Ermite, au Bateleur, à la Papesse, selon leurs postures au milieu de leurs pareils, dans la figure du pentagramme, mille intuitions. Et je leur suis reconnaissant surtout de m'avoir prodigué une force par laquelle vous aurez été séduit au point d'écrire ces pages, pour lesquelles je demeure un disciple docile ayant reçu la plus haute récompense de son zèle, celle de votre approbation. »

Il fut l'un des témoins de Jean Lorrain lors de son duel, à Meudon, avec Marcel Proust le 6 février 1897. Ils restèrent amis. Aux obsèques de Lorrain, en 1906, les cordons du poêle étaient tenus par Paul Adam et par le peintre Antonio de La Gandara.
En 1904, il est le co-président, avec Auguste Rodin et Vincent d'Indy de l'Union internationale des beaux-arts, des lettres, des sciences et de l'industrie (Paris), qui a pour organe officiel la revue mensuelle Les Tendances nouvelles dirigée par Alexis Mérodack-Jeaneau jusqu'en 1914.
En 1905, l’Académie française lui décerne le prix Alfred-Née.
En 1906, il est le vice-président de l'Académie des sports, nouvellement créée ; puis, dans Vues d'Amérique, Paul Adam synthétise son approche de l'art : « L'art est l'œuvre d'inscrire un dogme dans un symbole ».
Partisan du général Boulanger, il milite dans les mouvements nationalistes et traditionalistes et, pendant la Première Guerre mondiale, il se rend auprès des troupes pour soutenir leur moral et fonde la Ligue intellectuelle de fraternité latine.
Parallèlement, il publie de très nombreux ouvrages : essais, romans, nouvelles, récits de voyage, parmi lesquels on peut citer les romans de son cycle napoléonien : La Force (1899), L'Enfant d'Austerlitz (1901), Au soleil de juillet (1903), ainsi que La Ruse (1903) et Stéphanie (1913), curieux plaidoyer en faveur des mariages arrangés par rapport aux mariages d'amour. Le guide Paris-Parisien, qui le considère en 1899 comme une « notoriété des lettres », note qu'il a des « conceptions audacieuses » auxquelles il donne une « forme très audacieuse ». Remy de Gourmont disait de lui :

« J’ai pensé à Balzac — M. Paul Adam en sera flatté, j’espère — en lisant, dans la biographie que l’on vient de donner de l’auteur de la Ruse, la liste de ses œuvres. Il y a en effet quelque chose de balzacien dans la fécondité de ce jeune romancier qui, en dix-sept ans de travail, nous aura donné trente-cinq volumes, et souvent des volumes énormes, qui en valent deux ou trois par la compacité. Quelle est sa méthode de travail, je ne l’ignore pas absolument ; elle est plus raisonnable que celle de Balzac et, par conséquent, elle durera sans doute plus longtemps. »

## Hommage
Un monument en son honneur, sculpté par Paul Landowski, a été érigé contre le mur du palais de Chaillot, au croisement de l'avenue du Président-Wilson et de l'avenue Albert-de-Mun.
En son hommage, une rue Paul-Adam à Reims célèbre son action en faveur de la ville martyr, ainsi qu'une avenue Paul-Adam dans le 17e arrondissement de Paris.
Sa tombe, installée dans la septième division de l'ancien cimetière de Boulogne Billancourt (Hauts-de-Seine), comprend une belle Piéta en bas-relief de Paul Landowski.

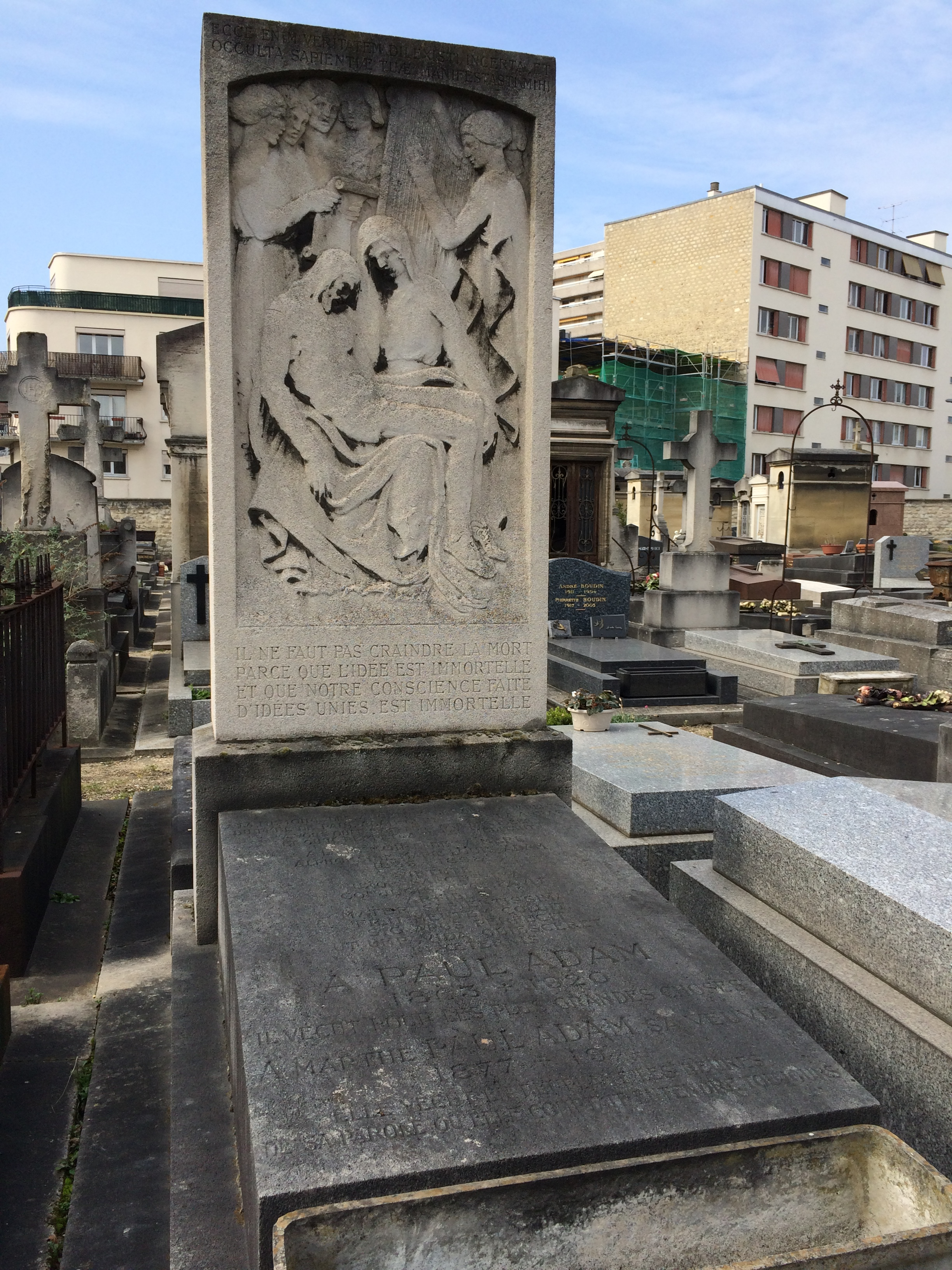
Sépulture de P. Adam au cimetière ancien de Boulogne-Billancourt.

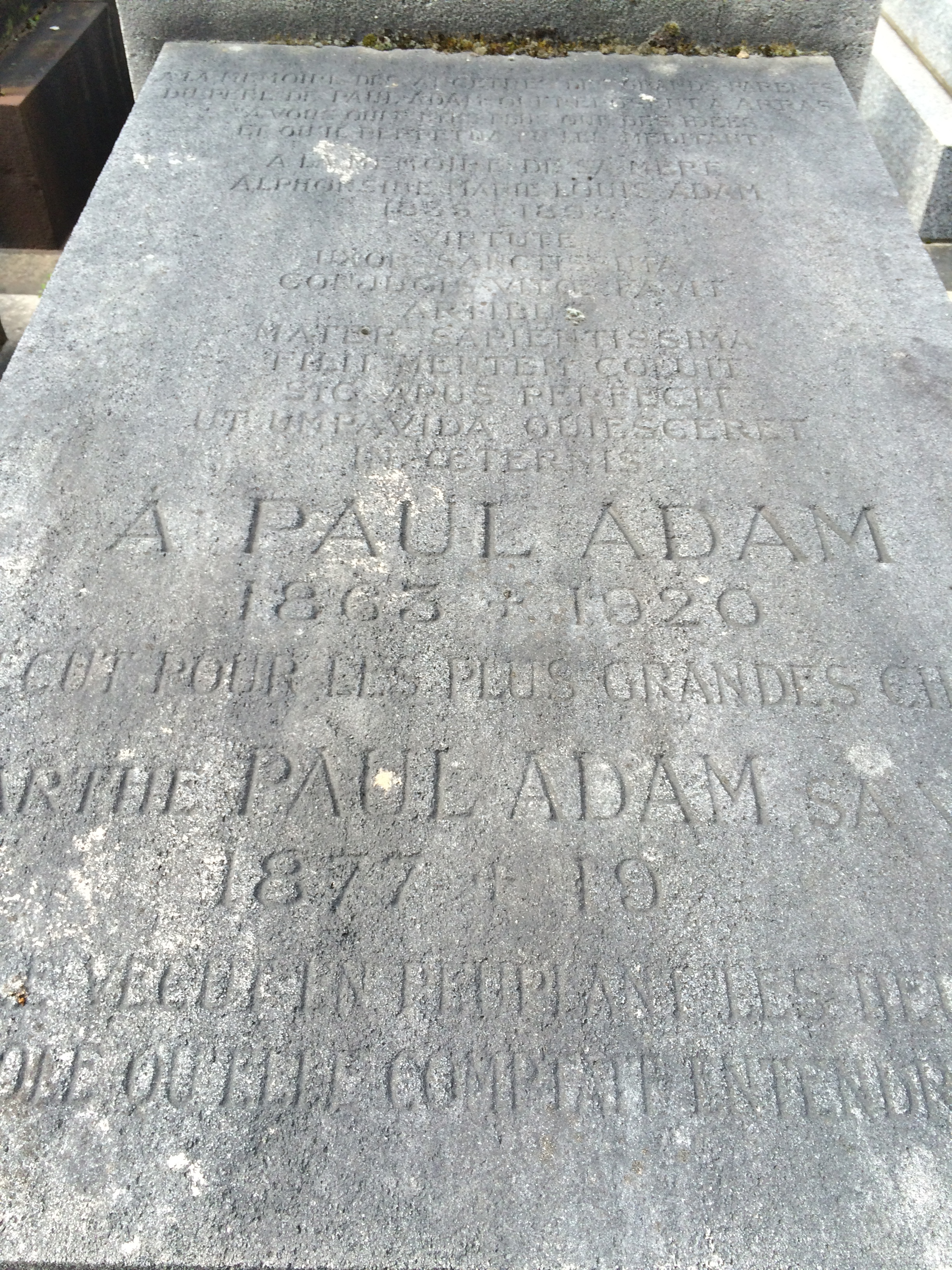
Détail de la sépulture.

## Œuvres
- Chair molle, Auguste Brancart, Bruxelles, 1885.
- Soi, Tresse et Stock, Paris, 1886.
- Le Thé chez Miranda (avec Jean Moréas), Tresse et Stock, Paris, 1886.
- Les Demoiselles Goubert, Mœurs de Paris (avec Jean Moréas), Tresse et Stock, Paris, 1886.
- La Glèbe, Tresse et Stock, Paris, 1887.
- Trilogie Les Volontés merveilleuses :
  - Être, Librairie Henry du parc, Paris, 1888 ; Librairie illustrée, Paris, 1891 (réimprimé avec le remaniement minimal sous le titre Les Feux du Sabbat, Bibliothèque des auteurs modernes, 1907)
  - L'Essence de soleil, Tresse et Stock, Paris, 1890 (réimprimé avec le remaniement minimal sous le titre Les Puissances et l'Amour, Albert Méricant, 1908).
  - En décor, Albert Savine, Paris, 1891 (réimprimé avec suppression de quatre derniers chapitres intitulés Finale mystique sous le titre Jeunesse et Amours de Manuel Héricourt, Albert Méricant, 1913).
- Trilogie L'Époque :
  - Le Vice filial, Ernest Kolb, Paris, 1891.
  - Robes rouges, E. Kolb, Paris, 1891.
  - Les Cœurs utiles, E. Kolb, Paris, 1892.
- L'Automne : drame en trois actes, co-écrit avec Gabriel Mourey, E. Kolb, Paris, 1893. Interdit par la censure le 3 février 1893.
- Le Conte futur, Librairie de l'Art indépendant, Paris, 1893.
- Critique des mœurs, E. Kolb, Paris, 1893.
- Les Images sentimentales, Paul Ollendorff, Paris, 1893.
- Princesses byzantines, Firmin-Didot, Paris, 1893.
- La Parade amoureuse, P. Ollendorff, Paris, 1894.
- Le Mystère des foules, en 2 tomes, P. Ollendorff, Paris, 1895.
- Les Cœurs nouveaux, P. Ollendorff, Paris, 1896.
- Le Cuivre, co-écrit avec André Picard, P. Ollendorff, Paris, 1896 (adaptation des Cœurs utiles représentée au Vaudeville).
- La Force du mal, A. Colin, Paris, 1896.
- L'Année de Clarisse, P. Ollendorff, Paris, 1897 (illustr. de Gaston Darbour).
- La Bataille d'Uhde, P. Ollendorff, Paris, 1897 (illustr. de Gaston Darbour).
- Lettres de Malaisie, La Revue Blanche, Paris, 1898 (réimprimé sous le titre La Cité prochaine, Bibliothèque des auteurs modernes, Paris, 1905) ; réédition Séguier, « Bibliothèque Décadente », 1996  (ISBN 2-84049-100-1)
- Les Tentatives passionnées, P. Ollendorff, Paris, 1898 (illustr. de Gaston Darbour).
- Le Vice filial, Paris, Librairie Borel, 1898, illustré par Jan Dědina.
- Le Triomphe des Médiocres, P. Ollendorff, Paris, 1898.
- Tétralogie Le Temps et la Vie, épopée de la famille Héricourt :
  - La Force, P. Ollendorff, Paris, 1899.
  - L'Enfant d'Austerlitz, P. Ollendorff, Paris, 1901.
  - La Ruse, 1827-1828, P. Ollendorff, Paris, 1903.
  - Au soleil de juillet, 1829-1830, P. Ollendorff, Paris, 1903.
- Basile et Sophia, Société d'éditions littéraires et artistiques, Paris, 1900, illustré par Clémentine-Hélène Dufau.
- Le Troupeau de Clarisse, P. Ollendorff, Paris, 1904.
- Le Serpent noir, P. Ollendorff, Paris, 1905.
- Combats, P. Ollendorff, Paris 1905.
- Vues d'Amérique, P. Ollendorff, Paris, 1906.
- Les Lions, P. Ollendorff, Paris, 1906.
- Irène et les eunuques, P. Ollendorff, Paris, 1907.
- Clarisse et l'homme heureux, J. Bosc & Cie, Paris, 1907.
- La Morale de l'Amour, Albert Méricant, Paris. 1907.
- La Morale de Paris, Ambert, Paris, 1907.
- Le Nouveau Catéchisme, Edward Sansot, Paris, 1907.
- Le Taureau de Mithra, E. Sansot, Paris, 1907.
- La Morale des Sports, la Librairie mondiale, Paris, 1907.
- L’Icône et le Croissant, Librairie des publications modernes, Paris, 1908.
- Les Impérialismes et la morale des peuples, Boivin & Cie, Paris, 1908.
- Le Rail du Sauveur, Librairie des Annales, Paris, 1908.
- La Morale de la France, Librairie moderne Maurice Bauche, Paris, 1908.
- La Morale de l'Éducation, Ernest Flammarion, Paris, 1908
- Les Disciplines de la France, Vuibert et Nony, Paris, 1908.
- "Les trois Noëls d'Eisheim", Le Figaro illustré, (spécial Noël) no 237, Décembre 1909
- Dix ans d'art français : Orné de reproductions d'œuvres d'art d'après les Maîtres, Albert Méricant, Paris, 1909.
- Le Malaise du monde latin, R. Roger et F. Chernoviz, Paris, 1910.
- Le Trust, A. Fayard, Paris, 1910.
- Contre l’Aigle, contre nous, H. Falque, Paris, 1910.
- La Ville inconnue, P. Ollendorff, Paris, 1911.
- Stéphanie, Fasquelle-Charpentier, Paris, 1913.
- Les Visages du Brésil, Laffitte, Paris, 1913.
- Le Serpent noir, Pour Les Cent bibliophiles, Paris, 1913, aux-fortes et pointes-sèches en couleurs de Malo-Renault.
- La Victoire de la vie, pensées choisies et précédées d'une introduction par Jean Héritier, E. Sansot, Paris, 1913.
- La Guerre 1914-1920 :
  - Dans l'air qui tremble, Georges Crès & Cie, Paris, 1916.
  - Lettres de l'Empreur, G. Crès & Cie, Paris, 1916.
  - L'Effort portugais, Bloud et Gay, Paris, 1916.
  - La Terre qui tonne France - Italie, Librairie Chapelot, Paris, 1917.
  - La Littérature et la Guerre, G. Crès & Cie, Paris, 1917
  - Reims dévastée, Librairie Félix Alcan, Paris, 1920.
- Le Brésil, Bloud et Gay, Paris, 1918.
- Le Lion d'Arras, E. Flammarion, 1920 (ajout tardif à la série Le Temps et la Vie)
- Publications posthumes :
  - Le Seuil de la vie, Flammarion, Paris, 1921.
  - Notre Carthage, Eugène Fasquelle, 1922, préface du général Charles Mangin.
  - Le Culte d'Icare, E. Flammarion, 1923, roman inachevé, ajout tardif à la série Le Temps et la Vie.
  - Mademoiselle Dhamelincourt (Illustr. d'après les aquarelles de Dutriac), Arthème Fayard et Cie, Paris, 1923.
  - Dieu, La Phalange, 1924, préfacée par Jean Royère.

### Théâtre
- Les Byzantines, 1906, non représenté.
- Les Mouettes, créées à la Comédie-Française le 14 novembre 1906 (non représentées).